# Josephine English
Pour les articles homonymes, voir English.
Josephine English, née le 17 décembre 1920 à Ontario (Virginie, États-Unis) et morte le 18 décembre 2011 à Brooklyn, est une gynécologue américaine. Elle a été la première femme noire à ouvrir un cabinet privé à New York. Elle était également connue pour son travail dans l'immobilier et les soins de santé, en plus de sa philanthropie envers les arts. Sa pratique a été compromise en 1995 en raison de problèmes financiers avec le centre médical d'Adelphi. Plusieurs des établissements de santé qu'elle a créés ont risqué la saisie et manqué de financement,.

## Biographie
English naît le 17 décembre 1920 de Jennie English et Whittie Sr. à Ontario (Virginie). Elle déménage à Englewood, dans le New Jersey, en 1939. Sa famille était l'une des premières familles noires dans cette ville. Elle étudie au Hunter College où elle obtient son Bachelor of Arts (licence) en 1939, puis elle soutient un Master of Arts (mastère 2) en psychologie à l'Université de New York. Elle veut devenir psychiatre, mais choisi finalement la gynécologie après avoir découvert son intérêt durant ses études au Meharry Medical College, où elle a obtient son doctorat de médecine spécialiste en gynécologie en 1949,,.
English ouvre son premier cabinet à l'hôpital de Harlem. Une fois à Brooklyn, elle ouvre une clinique de santé pour femmes à Bushwick en 1956, ainsi qu’une autre à Fort Greene deux décennies plus tard. Au cours de sa carrière, English a contribué à l'accouchement de plus de 6 000 bébés, dont les enfants de Malcolm X, Betty Shabazz et Lynn Nottage. En 1986, English reçoit sa licence du Département de la santé de l’État de New-York pour établir son propre centre chirurgical. Elle a été la première femme appartenant à une minorité à recevoir cette licence.
English meurt le 18 décembre 2011 à l'âge de 91 ans au centre de réadaptation pour femmes Susan Smith McKinney, où elle se remettait d'une opération chirurgicale.

## Philanthropie
L'intérêt de English pour les soins de santé l'a amenée à créer le centre médical Adelphi et des programmes de garde d'enfants, tels que le programme Up the Ladder Day Care et After School. Sa passion pour le théâtre l'a amenée à fonder le théâtre Paul Robeson dans d'une église délabrée. Elle a aidé des acteurs à créer des spectacles pour éduquer la population sur la santé et la nutrition.

## Reconnaissance
English a remporté le prix de la communauté africaine ainsi que le prix du militant communautaire Lucille Mason Rose. En 1996, la Josephine English Foundation a été créée pour financer ces activités.  En hommage à Josephine English, l'artiste Simone Leigh a créé en 2014 la Free People's Medical Clinic, un centre de santé sans rendez-vous proposant des séances de yoga, de nutrition et de massage, animé par des bénévoles en uniforme d'infirmière du XIXe siècle. L'installation était située dans le quartier Bedford-Stuyvesant au cœur de Brooklyn à New York dans un bâtiment datant de 1914, propriété de Josephine English.